# D. I. Sherman
D. I. Sherman (em russo: Шерман, д. и.) foi um matemático russo.
Nikolai Muskhelishvili, na tradução para o alemão Einige Grundaufgaben zur mathematischen Elastizitätstheorie, cita 48 artigos, sendo apenas um em companhia de um segundo autor (M. S. Narodezki). Apollon Iosifovich Kalandiya, na tradução para o inglês Mathematical methods of two-dimensional elasticity, referencia 9 artigos, apontados em sua lista de obras.

## Obras
Publicações originais em russo:
- On a method for the solution of the static plane problem in elaticity for muntiply connected regions. 1935
- The plane problem of the theory of elasticity with mixed boundary conditions, 1938
- To the solution of the static plane problem in elasticity with given displacements on the boundary, 1940
- To the solution of the static plane problem in elasticity with given externas orces, 1940
- A mixed problm in the static theory of elasticity for plane multiply connected regions, 1940
- On stresses in an elliptical plate, 1941
- On the bending of  a circular plate partially clamped and partially supported along the contour, 1955
- On the bending of a circular plate partially supported and partially free along the contour, 1955
- Solution of the Dirichlet problem for a circular ring and its applications in potential theory and elasticity theory, 1965